# San Isidro (Mendoza)
San Isidro es un distrito del departamento Rivadavia de la provincia de Mendoza, Argentina. 
Es el distrito más austral y uno de los menos poblados del departamento.

## Geografía

### Límites
Sus límites son al norte el distrito Los Huarpes, al este y sur el Departamento San Carlos, y al oeste Los departamentos Tunuyán, Tupungato y Luján de Cuyo. Fue creado en 1996 junto con el distrito de Los Huarpes.

### Aspectos naturales
En su totalidad es una zona de secano desértica a excepción de una delgada franja costera en el carrizal (extremo noroeste) y un pequeño sector próximo al río Tunuyán denominado Costa Anzorena donde hay algunos cultivos.
La única localidad del distrito es la Villa turística San Isidro fundada hace 2 años, donde se brindan servicios a los clubes instalados en la ribera este del Carrizal. La población del distrito no alcanza a los 1000 hab.
El relieve está constituido en su totalidad por las Huayquerias, que se trata de un conjunto de cerrilladas de escasa altura con un paisaje rocoso. Existe una densa red de uadis cuyos caudales son importantes durante las lluvias de verano, donde alcanzan una importante fuerza. El principal curso hídrico del distrito es el río Tunuyán que marca el límite oeste del departamento.

### Sismicidad
La sismicidad del área de Cuyo (centro oeste de Argentina) es frecuente y de intensidad baja, y un silencio sísmico de terremotos medios a graves cada 20 años.
Sismo de 1861aunque dicha actividad geológica catastrófica, ocurre desde épocas prehistóricas, el terremoto del 20 de marzo de 1861 (163 años) señaló un hito importante dentro de la historia de eventos sísmicos argentinos ya que fue el más fuerte registrado y documentado en el país. A partir del mismo la política de los sucesivos gobiernos mendocinos y municipales han ido extremando cuidados y restringiendo los códigos de construcción. Y con el terremoto de San Juan de 1944 del 15 de enero de 1944 (81 años) el gobierno sanjuanino tomó estado de la enorme gravedad sísmica de la región.
Sismo del sur de Mendoza de 1929muy grave, y al no haber desarrollado ninguna medida preventiva, mató a 30 habitantes
Sismo de 1985fue otro episodio grave, de 9 segundos de duración, llegó a derrumbar el viejo Hospital del Carmen (Godoy Cruz).

## Economía
Las principales actividades económicas desarrolladas en el distrito son el turismo y la explotación petrolera (yacimientos Vizcacheras, La Ventana y Atamiske). También hay ganadería y en menor medida cultivos y extracción de áridos.